# Muhammad Rafiq Tarar
Muhammad Rafiq Tarar (en inglés IPA: rəfɪ̈k ʰ ʔɑr (ə) ɹ; urdu: محمد رفیق تارڑ) (Mandi Bahauddin, 2 de noviembre de 1929-Lahore, 7 de marzo de 2022) fue un juez, político y abogado pakistaní. Se desempeñó como juez asociado del Tribunal Supremo de Pakistán y jurista de alto rango que sirvió como el noveno Presidente de Pakistán el 1 de enero de 1998 como voluntario hasta renunciar a la presidencia en favor del general Pervez Musharraf el 20 de junio de 2001.